# 새만금초등학교
새만금초등학교는 대한민국 전북특별자치도 군산시에 있는 공립 초등학교이다.

## 학교 연혁
- 2013년 5월 6일: 오식도초등학교로 개교
- 2016년 3월 1일: 새만금초등학교로 변경[1][2]

## 참고 자료
- 새만금초등학교 - 한국교육학술정보원 학교알리미